# Colonització danesa d'Amèrica
Dinamarca va tenir un imperi colonial del segle xviii al segle xx, la major part de la qual va tenir com a escenari les Amériques.
La Companyia danesa de les Índies Occidentals i de Guinea va conduir la colonització de dues illes a les Antilles cap a la fi del segle xvii, i una tercera illa el segle seguint. Al segle xviii, Dinamarca va reprendre igualment la seva colonització de Grenlàndia.

## Les Índies occidentals daneses

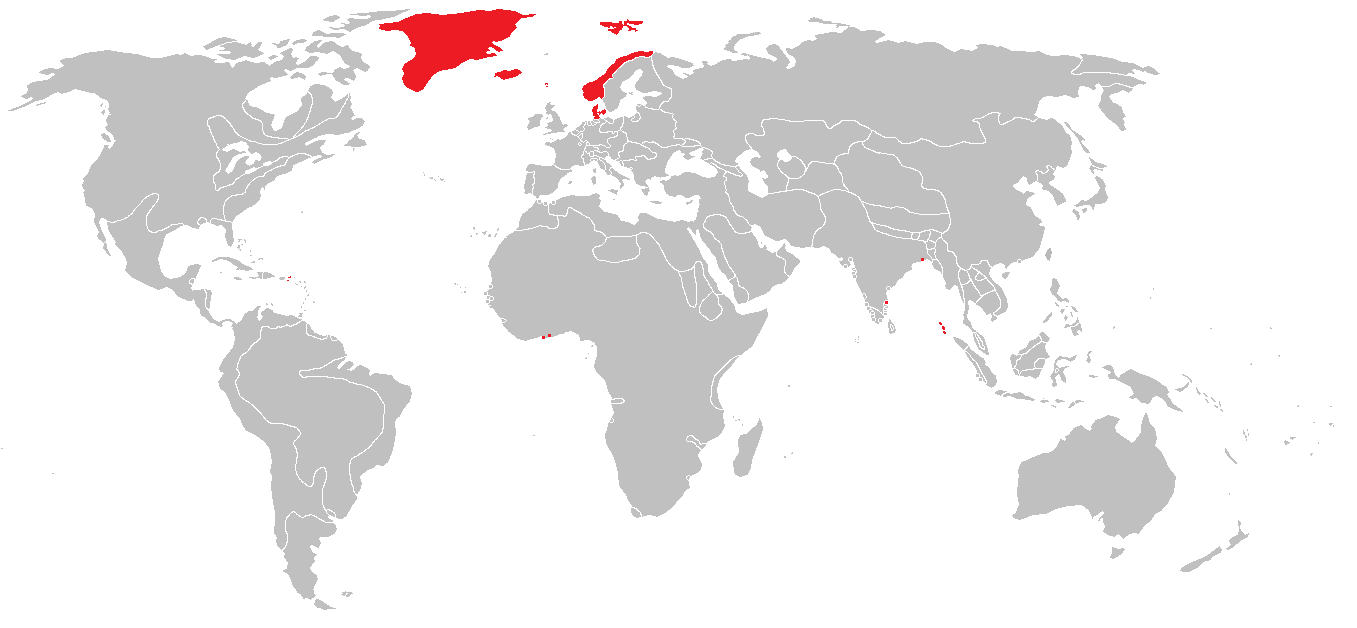
Les possessions del Regne de Dinamarca i Noruega, cap al 1800

El 1672, els danesos van fundar una colònia en l'Illa de Saint Thomas. Una segona colònia va ser fundada a l'illa de Saint-John el 1683, per bé que la Gran Bretanya va estar discutint sobre el domini danès de l'illa fins al 1718. El 1733, Dinamarca va adquirir una tercera illa, comprant l'Illa Saint Croix de França.
Les illes van desenvolupar una economia pròspera basada en plantacions de canya de sucre. Per poblar les illes, i protegir-les contra pirates, els danesos van animar els colons britànics i neerlandesos, que van esdevenir els grups més importants, d'entre els no-esclaus, a les illes. Les seves llengües van predominar, d'una manera tal que el govern danès, en 1839, va declarar que els nens esclaus rebrien l'ensenyament en anglès a l'escola.
L'abolició de l'esclavitud en 1848 suposà un retrocés per a l'economia de les illes, i una gran part de la població blanca va emigrar. En 1917, van ser venudes als Estats Units per 25 milions de dòlars americans. Actualment constitueixen les Illes Verges Nord-americanes.

## Groenlàndia
Després de la desaparició dels establiments vikings de la costa sud-oest de l'illa durant el segle xiv, els inuits van continuar sent durant diversos segles l'únic poble que va viure a l'illa.
Al segle xviii, el Regne de Dinamarca i Noruega, tanmateix, va fer valer els seus drets sobre el territori, malgrat el fet que no havia tingut cap notícia dels vikings que havien partit per colonitzar l'illa des de feia diversos centenars d'anys. Com que temien que haguessin recaigut en el paganisme, les autoritats daneses van organitzar una expedició missionera en 1721. Aquesta nova colònia danesa va estar centrada a Godthåb ("Bona esperança") sobre la costa del sud-oest. Una part de la població inuit que va viure prop de les colònies fou convertida al cristianisme.
Després de les guerres napoleòniques, Dinamarca va perdre Noruega (que fou cedida a Suècia) però va mantenir la possessió de totes les seves colònies. Durant el segle xix, va augmentar l'interès per Groenlàndia, gràcies a científics i exploradors polars com ara William Scoresby i Knud Rasmussen. Mentrestant, els danesos van augmentar els seus esforços colonials, amb la fundació de noves ciutats i la continuació dels esforços missioners, que foren reeixits en gran part. El 1861, es va fundar el primer diari en llengua inuktitut. Però malgrat aquests esforços per imbuir els inuits en la civilització occidental, les lleis a la colònia es van aplicar solament als danesos.
Gradualment, la colònia va aconseguir el govern representatiu i després, en 1953, fou formalment incorporada al regne de Dinamarca, amb la ciutadania per a tota la població. En 1979, Groenlàndia assolí l'estatus de regió autònoma dins el regne.